# Une certaine façon d'aimer
Pour plus de détails, voir Fiche technique et Distribution.
Une certaine façon d'aimer (titre original : I Love My Wife) est un film américain réalisé par Mel Stuart sur un scénario de Robert Kaufman, et sorti en 1970.

## Fiche technique
- Titre original : I Love my wife
- Réalisation : Mel Stuart
- Scénario : Robert Kaufman
- Costumes : Helen Colvig
- Production : Universal Pictures
- Classification : R—restricted aux États-Unis[1]
- Durée : 98 minutes
- Dates de sortie :
  - États-Unis : 21 décembre 1970
  - France : 7 avril 1971

## Distribution
- Elliott Gould : Dr. Richard Burrows
- Brenda Vaccaro : Jody Burrows
- Angel Tompkins : Helene Donnelly
- Dabney Coleman : Frank Donnelly
- Leonard Stone : Dr. Neilson
- Joan Tompkins : Grandma Dennison
- Helen Westcott : Mrs. Burrows
- Ivor Francis (en) : Dr. Korngold
- Al Checco : Dr. Meyerberg
- Joanna Cameron : Nurse Sharon
- Veleka Gray : The Stewardess
- Damian London : Leslie
- Tom Toner : John Bosley
- Gloria Manon : Prostituée
- Frederic Downs : Ministre
- Heather North : Betty